# Nghệ thuật Hy Lạp cổ
Nghệ thuật của Hy Lạp Cổ Đại đã gây ảnh hưởng rất lớn đến nền văn hóa của nhiều nước trên thế giới, đặc biệt là trong các lĩnh vực điêu khắc và kiến trúc. Ở phương Tây, nghệ thuật của Đế chế La Mã chủ yếu bắt nguồn từ hình mẫu của nghệ thuật Hy Lạp. Ở phương Đông, công cuộc chinh phục của Alexander Đại đế bắt đầu nhiều thế kỷ giao lưu trao đổi lẫn nhau giữa các nền văn hóa Hy Lạp, Trung Á và Ấn Độ, kết quả là ở nghệ thuật Hy Lạp, Phật giáo, với ảnh hưởng xa đến Nhật Bản. Sau thời kỳ Phục hưng ở châu Âu, thẩm mỹ nhân văn và các tiêu chuẩn kỹ thuật cao từ nghệ thuật Hy Lạp đã là nguồn cảm hứng của các nghệ sĩ châu Âu. Cũng vào thế kỷ 19, các truyền thống cổ điển bắt nguồn từ Hy Lạp thống trị nghệ thuật của thế giới phương Tây.
Nghệ thuật của Hy Lạp Cổ Đại thường được chia theo phong cách thành bốn giai đoạn: Hình học, cổ xưa, cổ điển, và Hy Lạp hóa. Niên đại của phong cách hình học thường được đặt vào khoảng năm 1000 trước Công Nguyên, mặc dù trong thực tế ít biết về nghệ thuật ở Hy Lạp trong giai đoạn 200 năm trước đó (theo truyền thống được gọi là kỉ nguyên Hy Lạp tăm tối), thời kì thế kỷ thứ 7 trước Công nguyên đã chứng kiến sự phát triển chậm của phong cách cổ xưa như được minh chứng bằng kiểu tranh vẽ men đen trên đồ gốm. Sự khởi đầu của các cuộc chiến tranh với Ba Tư (từ năm 480 trước Công nguyên đến năm 448 trước Công nguyên) thường được coi là sự phân chia giữa giai đoạn cổ xưa và các thời kỳ cổ điển, và Triều đại của Alexandros Đại Đế (từ năm 336 TCN đến năm 323 TCN) được coi là thời điểm chia tách thời kì cổ điển khỏi thời kì Hy Lạp hóa.
Trong thực tế, không có quá trình chuyển đổi mạnh từ một thời kì này tới một thời kì khác. Các hình thức nghệ thuật phát triển với tốc độ khác nhau trong các phần khác nhau của thế giới Hy Lạp, và như trong bất kỳ thời đại, một số nghệ sĩ làm việc với phong cách sáng tạo hơn hơn những người khác. Truyền thống địa phương đặc thù, bảo thủ trong đặc điểm, và các điều kiện của văn hóa địa phương, cho phép các nhà sử học xác định được nguồn gốc của bất cứ sự thay đổi nghệ thuật nào.

## Đồ gốm
Người Hy Lạp cổ đại đã làm đồ gốm để sử dụng hàng ngày, nhưng cũng không phải để trưng bày, các danh hiệu giành được trong các cuộc thi, chẳng hạn như chiếc vò hai quai Panathenaic (bình thon đựng rượu), là ngoại lệ. Đồ gốm còn sót lại hầu hết bao gồm những chiếc bình lọ dùng để uống như chiếc vò hai quai, krater (bát pha trộn rượu vang và nước), hydria (bình nước)

## Điêu khắc và nghệ thuật Hy Lạp cổ đại
Nghệ thuật và điêu khắc phương Tây có nguồn gốc từ nghệ thuật Roman, trong khi ở phía Đông, chinh phục Alexander Đại đế đã sinh ra Greco-nghệ thuật Phật giáo, thậm chí đã có một ảnh hưởng như xa như Nhật Bản tất cả đều xuất phát từ nghệ thuật Hy Lạp cổ đại. Người Hy Lạp sử dụng nhiều loại vật liệu khác nhau trong tác phẩm điêu khắc của họ bao gồm cả đá cẩm thạch, đá và đá vôi như các phong phú ở Hy Lạp. Các tài liệu khác, chẳng hạn như đất sét cũng được sử dụng nhưng do bản chất giòn của chúng nên còn sót lại rất ít. Tác phẩm điêu khắc Hy Lạp là rất quan trọng là phần lớn trong số chúng nói với chúng ta một câu chuyện về vị thần, Anh hùng, Sự kiện, sinh vật thần thoại và văn hóa Hy Lạp nói chung. Nhiều trong số những bức tượng còn sót lại thực sự có nguồn gốc La Mã. Giống như nhiều người ngày nay những người La Mã đã có một sự tôn trọng sâu sắc đối với tác phẩm điêu khắc Hy Lạp và nhiều người đã được sao chép. Nếu người La Mã đã không được thực hiện các bản sao này, nhiều Huyền thoại Hy Lạp và những câu chuyện mà chúng ta biết ngày nay đã bị mất tính nguyên gốc. Tác phẩm điêu khắc Hy Lạp chủ yếu là chia thành 7 giai đoạn - Mycenaean Nghệ thuật, Sub-Mycenaean Dark Age, Proto-Hình học, hình học Nghệ thuật, Archaic, Cổ Điển và Hy Lạp.
Nghệ thuật Mycenaea là thời kỳ đầu tiên mà chúng ta tìm thấy còn sót lại ví dụ của nghệ thuật Hy Lạp. Thời đại này bắt đầu từ khoảng năm 1550 trước Công nguyên đến năm 1200 trước Công nguyên trên phần đất liền của Hy Lạp. Trong thời gian này, có hai nền văn minh riêng biệt tồn tại trên đất liền, của người Hy Lạp và người Mycenaea. Người Hy Lạp vào thời điểm đó học được rất nhiều từ người Mycenaea, những người mà có kĩ thuật tiên tiến hơn. Người Hy Lạp đã học được làm thế nào để xây dựng cửa và ngôi mộ (chẳng hạn như ngôi mộ của Agamemnon trong 'Bee hive') và làm thế nào để sử dụng các kim loại khác nhau trong nghệ thuật, bằng cách sử dụng các kỹ thuật Mycenaean. Khổmg lồ nổi tiếng Wall of Mycenae trước cửa sư tử là một ví dụ tốt về các kỹ năng nề của họ. Mycenaeans đã được các thợ kim hoàn tuyệt vời mà có thể được nhìn thấy từ tìm thấy như Mask Agamemnon chết được tìm thấy trong một ngôi mộ có niên đại từ thế kỷ 16. Các mặt hàng khác chẳng hạn như con số ngà voi (người đứng đầu của một chiến binh với lợn đực "đội mũ bảo hiểm tuck) và một Crystal Rock 'hẹn hò sauceboat giữa các chương trình thế kỷ 16 và 13, họ có thể thủ công các vật liệu khác cũng.

## Các giai đoạn
Khoảng năm 1200 trước Công nguyên, do mùa thu Homeric của thành Troy, dường như là sự sụp đổ xuống Mycenaean nghệ thuật, khoảng thời gian này được biết đến như là Sub-Mycenaean hoặc thời Trung Cổ. Khoảng thời gian này kéo dài từ khoảng 1100 đến 1025 trước Công nguyên và ví dụ rất ít các quy chế, nghệ thuật đã được tìm thấy. Các mặt hàng đã được tìm thấy cho thấy không có phương pháp mới hoặc đổi mới. Điều này có lẽ là do các cuộc chiến tranh liên tục và cuộc xâm lược làm tê liệt sự phát triển của nền văn minh của họ trong thời gian đó.
Giai đoạn tiếp theo (ca. 1025 - 900 trước Công nguyên) được gọi là thời kỳ nghệ thuật Proto-hình học. Chúng ta bắt đầu tìm thấy đồ gốm bắt đầu được trang trí với hình dạng đơn giản, các đường lượn sóng và bàn tay đen. Người ta cho rằng khoảng thời gian này là biểu hiện đầu tiên của người Hy Lạp để phục hồi nền văn minh của họ. Với sự phát minh ra bánh xe đồ gốm nhanh hơn và cải tiến khác, người ta tin rằng thử nghiệm với gốm bắt đầu. Ví dụ đáng chú ý của thời đại này có một ban nhạc rộng ngang về cổ và bụng, vòng tròn đồng tâm áp dụng với một la bàn và bàn chải nhiều. Họ chủ yếu là các yếu tố trừu tượng.
Hình học Nghệ thuật ngày từ khoảng 900 - 700 trước Công nguyên và là một sự chuyển biến đáng kể dẫn đến việc thành lập các tổ chức chính Hy Lạp chẳng hạn như thành phố Hy Lạp - nhà nước (Polis) và bảng chữ cái Hy Lạp. Điêu khắc và chạm khắc bắt đầu được thực hiện đại diện cho các anh hùng mỗi quốc gia thành phố và huyền thoại trong quá khứ bao gồm cả động vật và con người. Sự tăng trưởng của các tuyến đường thương mại mới và các cơ hội cho thực dân cho phép nghệ thuật Hy Lạp phát triển. Đền thờ lớn và các khu bảo tồn được xây dựng để tưởng nhớ các vị thần và được trang bị với những bức tượng quý và nghệ thuật. Các chiến binh vũ trang, xe ngựa, và ngựa là những biểu tượng quen thuộc nhất của giai đoạn hình học. Điều duy nhất đó là chưa xuất hiện từ niềm đam mê tiếng Hy Lạp đang phát triển mới cho nghệ thuật là bức tượng đá rắn.
Với các tuyến đường thương mại mới được thành lập vào Levant và đồng bằng sông Nile, chúng tôi bắt đầu thấy một sự pha trộn của nghệ thuật Hy Lạp và phương Đông. Điều này dẫn đến tuổi Archaic (khoảng 700 - 450 BC) cho thấy một phong cách tự nhiên phản ánh ảnh hưởng đáng kể ở vùng Cận Đông và Ai Cập. Đây là được gọi là giai đoạn Orientalising (735 - 650 trước Công nguyên) và đã xảy ra dần dần. Nhiều nghệ sĩ Hy Lạp bắt đầu để tiếp thu ý tưởng từ các đối tác Đông của họ, bắt đầu sử dụng tác phẩm palmette và hoa sen, động vật săn và con thú composite như griffins (phần gia cầm, một phần sư tử), Nhân sư (sư tử có cánh phụ nữ một phần, một phần), và tiếng còi báo động (một phần người phụ nữ, con chim một phần). Cạnh tranh giữa các nghệ sĩ Hy Lạp trong suốt lục địa Hy Lạp và các thuộc địa đã bắt đầu nổi lên để xem ai có thể sản xuất những kỳ công vĩ đại nhất và sáng tạo nhất. Nhà điêu khắc trong những hòn đảo Aegean, đặc biệt là trên Naxos và Samos, chạm khắc có quy mô lớn những bức tượng bằng đá cẩm thạch. Thợ kim hoàn trên Rhodes chuyên về đồ trang sức mỹ, trong khi đồng lao động trên áo giáp thời Crete và các mảng trang trí với phù điêu tuyệt vời. Các trung tâm nghệ thuật nổi bật của Hy Lạp đại lục, đặc biệt là Sparta, Corinth, và Athens, cũng trưng bày đáng kể sự thay đổi trong khu vực. Sparta và các nước láng giềng trong Laconia sản xuất chạm khắc ngà voi đáng chú ý và đặc biệt huy chương đồng. Các nghệ nhân Corinthian đã phát minh ra một phong cách các hình thức bóng tập trung vào các mô hình giống như tấm thảm các loài động vật nhỏ và các họa tiết cây trồng. Ngược lại, các họa sĩ bình của Athens là nghiêng nhiều hơn để minh họa những cảnh thần thoại. Mặc dù sự khác biệt trong tiếng địa phương - ngay cả những bảng chữ cái được viết vào thời gian này thay đổi từ vùng này đến vùng - tiếng Hy Lạp là một yếu tố chính thống nhất ở Hy Lạp như ngày nay với các nước nói tiếng Anh. Khu bảo tồn lớn và các đền thờ được xây dựng và trang trí với các họa tiết tốt nhất, như cạnh tranh khốc liệt trong thế giới Hy Lạp vượt qua những tác phẩm trước đó của nghệ thuật. Tuổi Archaic nổi tiếng với sự xuất hiện của bức tượng đá của con người, chẳng hạn như Kouros đá vôi (nam) và Kore (nữ) bức tượng. Tượng của Kouros c.590 BC
Những bức tượng mới cho thấy con người trẻ khỏa thân và luôn luôn với một nụ cười trên khuôn mặt của họ. Mục đích chính là để thử và cho thấy sự hoàn hảo trong hình dáng con người, tuy nhiên, phần lớn của bức tượng đi qua là cứng nhắc và không tự nhiên. Mặc dù những lỗ hổng này là người Hy Lạp là người đầu tiên phát minh ra các bức tượng đứng miễn phí trong suốt thời kỳ này. Athens, 550 trước Công nguyên, đã hoàn thiện việc sử dụng các con số màu đen gốm mà nó sau đó thành công xuất khẩu trên toàn thế giới Hy Lạp. Trong số các họa sĩ vĩ đại của con số Attic đen lọ, Sophilos, Kleitias, Nearchos, Lydos, Exekias, và Painter Amasis thử nghiệm với nhiều kỹ thuật để khắc phục những hạn chế của con số sơn đen với sự nhấn mạnh về hình dáng và chi tiết khắc. Việc phát minh ra hệ quả của kỹ thuật màu đỏ con số, trong đó cung cấp nhiều cơ hội hơn cho các bản vẽ và cuối cùng là thay thế con số đen, thông thường ngày khoảng 530 trước Công nguyên và do các hội thảo của Andokides potter.
Nghệ thuật cổ điển (480 - 323 BC) đã được tạo ra trong một "thời đại vàng", từ thời điểm đó Athens đã tăng đến nổi bật và mở rộng Hy Lạp, cho đến khi cái chết của Alexander Đại đế. Tuổi cổ điển có thể được xem như một bước ngoặt trong nghệ thuật và sản xuất một số tác phẩm điêu khắc tinh tế nhất được biết đến ngày nay. Đó là trong độ tuổi này là nhà điêu khắc đã làm chủ được đá cẩm thạch và bắt đầu tạo ra bức tượng cho thấy tự do vui vẻ chuyển động và biểu hiện, trong khi kỷ niệm nhân loại như một thực thể độc lập (atomo).

## Chòm sao ngủ sa của Delphi
Cách dễ nhất để giải thích điều này là để xem xét 'chòm sao ngủ sa của Delphi và bức tượng "Boy Jockey. Bức tượng đầu tiên là từ thời kỳ cổ điển và cho thấy sự vĩ đại và khiêm tốn trong khi sau này là từ thời Hy Lạp cổ đại, trong đó cho thấy một biểu hiện của quyền lực và năng lượng. Nghệ sĩ cũng có thể lấy ý tưởng từ một khu vực rộng lớn hơn nhiều như các đế chế Hy Lạp là ở đỉnh cao của nó, đạt thậm chí xa như Ấn Độ. Điều này dẫn đến một số phong cách nghệ thuật mới đang nổi lên như Greco-Bactrian, Indo-Hy Lạp và Hy Lạp - Phật giáo. Với sự xuất hiện của Rome là chấp nhận được để làm cho tác phẩm điêu khắc của người dân bình thường và động vật, với các nhà điêu khắc không có nghĩa vụ để làm cho nhân vật anh hùng và thể chất hoàn hảo. Thành phố New Hy Lạp bắt đầu lây lan ở những nơi như Ai Cập và Syria, tất cả đều muốn bức tượng mô tả vị thần Hy Lạp và Anh hùng được đặt trong các đền thờ của họ. Điều này dẫn đến bức tượng nhiều hơn và nhiều hơn nữa và các mặt hàng đồ gốm được sản xuất hàng loạt, kết quả trong một chất lượng kém của sản phẩm. Điều đó nói rằng, những cải tiến lớn trong kỹ thuật và vật liệu cho phép một trong những sáng tạo lớn nhất và tuyệt vời nhất trong con người nỗ lực, Colossus of Rhodes, được xây dựng. Thật không may, những ảnh hưởng kết hợp của cướp bóc và những trận động đất khác nhau đã phá hủy bức tượng, để có được như lớn như tượng Nữ thần Tự do. Một số tác phẩm điêu khắc được biết đến tốt nhất Hy Lạp Dying Gaul, Venus de Milo, và các Winged Victory của Samothrace, tất cả đều miêu tả một anh hùng cổ điển nhưng có một twist Hy Lạp trong đó cho thấy một hương vị gợi cảm và tình cảm.